# 军务监区
军务监区（拉丁語：quaestura exercitus）是拜占庭帝国的一个行政区划。公元536年5月18日，由查士丁尼一世建立，行政中心在俄德索斯（今保加利亚瓦尔纳）。

## 历史与相关信息
军务监区包含位于多瑙河下游的下默西亚和小斯基提亚行省，以及地中海沿岸的塞浦路斯、卡里亚和群岛三个行省。这些行省从东方大区中脱离，被置于一个新的军事官员“quaestor exercitus”（原意为“军队的财务官”）的统辖之下。这个职位的权力等同于一个步兵统领（近卫大区的军事长官）。设立军务监区的用意在于：将多瑙河下游的边境省份与帝国内部较富裕的省份连接起来，通过黑海运送物资给极具战略意义，但十分贫穷的多瑙河下游诸行省，支持驻扎在那里的部队。这种行政区划的调整，使得多瑙河下游屡受劫掠，人民贫困的各行省能够维持一支驻军。关于军务监区的后期历史，资料不多。不过军队财务官这个职位在6世纪70年代仍存在，也表明这个行政单位的设立还是有成效的。
最终在7世纪，军务监区所辖的两个多瑙河畔的行省被斯拉夫人和阿瓦尔人攻占。不过多瑙河三角洲和黑海沿岸仍有一些孤立的堡垒仍靠海上运输维持。历史学家夏尔莱斯·德利提出，出现在7世纪80年代的拜占庭帝国的海军卡拉比西安，最早就是军务监区的残余部分。这一观点被一些学者所接受，也受到其他学者的质疑，特别是希腊历史学家埃莱尼·阿尔韦莱尔。这个问题也与对海军各编队的实质的讨论有关：它们是纯军事编制还是民政实体？
来自下默西亚和小斯基提亚的铅封提供了军务监区存在的证据。具体来说，十三枚御印（其中九枚来自查士丁尼）表明，小斯基提亚和君士坦丁堡政府之间有着规律的联系。

## 资料来源
- Brubaker, Leslie; Haldon, John. . Cambridge University Press. 2011  [2020-06-11]. ISBN 978-0-5214-3093-7. （原始内容存档于2020-06-24）.
- Curta, Florin. . Cambridge: Cambridge University Press. 2001  [2020-06-11]. （原始内容存档于2017-10-19）.
- Gkoutzioukostas, Αndreas E; Moniaros, Xenofon  Μ.  [The Regional Administrative Reorganization of the Byzantine Empire by Justinian I (527-565): The Case of the Quaestura Iustiniana Exercitus]. Thessaloniki: Vanias. 2009  [2020-06-11]. ISBN 978-960-288-250-4. （原始内容存档于2019-06-07） （希腊语）.
- Haldon, John F. . London: Routledge. 1999. ISBN 1-85728-494-1.[]
- Maas, Michael. . Cambridge: Cambridge University Press. 2005  [2020-06-11]. ISBN 0-521-81746-3. （原始内容存档于2020-06-12）.
- Velkov, Velizar Iv. . Amsterdam, The Netherlands: A. M. Hakkert. 1977  [2020-06-11]. （原始内容存档于2020-06-11）.
- Zuckerman, Constantin. . Millennium (Berlin and New York: Walter de Gruyter). 2005, 2: 79–135  [2020-06-11]. ISBN 978-3-11-018254-5. （原始内容存档于2019-10-15）.